# Eerste Divisie 2009-2010
L'Eerste Divisie 2009-2010 è stata la 54ª edizione della seconda serie del campionato olandese di calcio, iniziata il 7 agosto 2009 e terminata con la vittoria del De Graafschap.

## Formula
hanno preso parte alla stagione 2009-2010 20 squadre: 18 di quelle della stagione 2008-2009 e le squadre retrocesse dell'Eredivisie 2008-2009, ovvero il Volendam e il De Graafschap.
Per la prima volta dal 1971, i club dell'Eerste Divisie potevano essere retrocessi: le ultime 2 squadre andranno alla nuova Topklasse, in cui andarono a giocare le squadre migliori olandesi del calcio dilettante. Il campionato è stato sponsorizzato dal marchio di birra belga Jupiler, prendendo è Jupiler League.

## Squadre partecipanti
| Club            | Città            | Stadio                      | Capacità |
| --------------- | ---------------- | --------------------------- | -------- |
| AGOVV           | Apeldoorn        | Sportpark Berg & Bos        | 2,500    |
| Cambuur         | Leeuwarden       | Cambuur Stadion             | 10,250   |
| Den Bosch       | 's-Hertogenbosch | De Vliert                   | 9,000    |
| Dordrecht       | Dordrecht        | GN Bouw Stadion             | 4,100    |
| Eindhoven       | Eindhoven        | Jan Louwers Stadion         | 4,600    |
| Emmen           | Emmen            | Univé Stadion               | 8,600    |
| Excelsior       | Rotterdam        | Woudestein                  | 3,527    |
| Fortuna Sittard | Sittard          | Wagner & Partners Stadion   | 12,500   |
| Go Ahead Eagles | Deventer         | Adelaarshorst               | 6,700    |
| De Graafschap   | Doetinchem       | De Vijverberg               | 12,600   |
| Haarlem         | Haarlem          | Haarlem Stadion             | 3,442    |
| Helmond Sport   | Helmond          | Stadion De Braak            | 4,100    |
| MVV             | Maastricht       | De Geusselt                 | 11,026   |
| Omniworld       | Almere           | Mitsubishi Forklift Stadion | 3,000    |
| TOP Oss         | Oss              | FC Oss Stadion              | 4,662    |
| RBC Roosendaal  | Roosendaal       | RBC Stadion                 | 4,995    |
| Telstar         | Velsen           | Schoonenberg Stadion        | 2,039    |
| Veendam         | Veendam          | De Langeleegte              | 5,290    |
| Volendam        | Volendam         | Kras Stadion                | 6,260    |
| Zwolle          | Zwolle           | Oosterenk Stadion           | 10,500   |

## Classifica Finale
|  | Pos. | Squadra           | Pt | G  | V  | N  | P  | GF | GS | DR  |
|  | ---- | ----------------- | -- | -- | -- | -- | -- | -- | -- | --- |
|  | 1.   | De Graafschap +   | 81 | 36 | 25 | 6  | 5  | 85 | 34 | +51 |
|  | 2.   | Cambuur           | 71 | 36 | 21 | 8  | 7  | 78 | 48 | +30 |
|  | 3.   | Excelsior +       | 65 | 36 | 20 | 5  | 11 | 77 | 49 | +28 |
|  | 4.   | Zwolle            | 65 | 36 | 19 | 8  | 9  | 59 | 37 | +22 |
|  | 5.   | Go Ahead Eagles + | 63 | 36 | 18 | 9  | 9  | 53 | 33 | +20 |
|  | 6.   | AGOVV             | 57 | 36 | 16 | 9  | 11 | 63 | 52 | +11 |
|  | 7.   | Den Bosch         | 54 | 36 | 14 | 12 | 10 | 66 | 54 | +12 |
|  | 8.   | Helmond Sport     | 54 | 36 | 16 | 6  | 14 | 63 | 53 | +10 |
|  | 9.   | Veendam           | 53 | 36 | 14 | 11 | 11 | 57 | 48 | +9  |
|  | 10.  | MVV               | 49 | 36 | 14 | 7  | 15 | 59 | 67 | -8  |
|  | 11.  | RBC Roosendaal    | 46 | 36 | 12 | 10 | 14 | 47 | 53 | -6  |
|  | 12.  | Eindhoven +       | 46 | 36 | 13 | 7  | 16 | 63 | 81 | -18 |
|  | 13.  | Dordrecht         | 43 | 36 | 13 | 4  | 19 | 54 | 59 | -5  |
|  | 14.  | Omniworld         | 40 | 36 | 11 | 7  | 18 | 40 | 65 | -25 |
|  | 15.  | Emmen             | 38 | 36 | 10 | 8  | 18 | 51 | 79 | -28 |
|  | 16.  | Volendam          | 35 | 36 | 8  | 11 | 17 | 61 | 81 | -20 |
|  | 17.  | Fortuna Sittard   | 30 | 36 | 7  | 9  | 20 | 31 | 57 | -26 |
|  | 18.  | Telstar           | 29 | 36 | 7  | 8  | 21 | 45 | 65 | -20 |
|  | 19.  | TOP Oss           | 29 | 36 | 6  | 11 | 19 | 42 | 79 | -37 |
|  | 20.  | Haarlem           | -  | -  | -  | -  | -  | -  | -  | -   |

Legenda:

      Promosso in Eredivisie 2010-2011
 Qualificata ai play-off
+  Vincitore di periodo
      Retrocesso in Topklasse 2010-2011
      Escluso a campionato in corso
Note:

Tre punti a vittoria, uno a pareggio, zero a sconfitta.
La classifica viene stilata secondo i seguenti criteri:
- Punti conquistati
- Differenza reti generale
- Reti totali realizzate
- spareggio

## Statistiche
- Maggior numero di vittorie:  De Graafschap (25)
- Minor numero di sconfitte:  De Graafschap (5)
- Migliore attacco:  De Graafschap (85 gol fatti)
- Miglior difesa:   Go Ahead Eagles (20 gol subiti)
- Miglior differenza reti:  De Graafschap (+33)
- Maggior numero di pareggi:  Den Bosch (12)
- Minor numero di pareggi:  Dordrecht (4)
- Minor numero di vittorie:  TOP Oss (6)
- Maggior numero di sconfitte:  Telstar (21)
- Peggiore attacco: Fortuna Sittard (31 gol fatti)
- Peggior difesa:  Eindhoven e  Volendam (81 gol subiti)
- Peggior differenza reti:  TOP Oss (-37)

### Classifica Marcatori
| Pos. | Giocatore        | Club          | Gol |
| ---- | ---------------- | ------------- | --- |
| 1    | Michael de Leeuw | Veendam       | 23  |
| 2    | Mark de Vries    | Cambuur       | 21  |
| 2    | Johan Voskamp    | Helmond Sport | 21  |
| 4    | Glynor Plet      | Telstar       | 20  |
| 5    | Fabio Caracciolo | Den Bosch     | 19  |
| 6    | Hugo Bargas      | De Graafschap | 16  |

## Verdetti
- De Graafschap e  Excelsior promosse in Eredivisie 2010-2011
- TOP Oss retrocesso in Topklasse 2010-2011
- Haarlem ritirato per bancarotta